# Dalslands kanal
Dalslands kanal är en kanal, som möjliggör båttrafik mellan Vänern och delar av sjösystemet i Dalslands inre och sydvästra Värmland. Kanalen passerar den välkända akvedukten i Håverud och är under sommarhalvåret (säsong juni-augusti) ett mycket besökt turistmål, både för kanalfartyg, segelbåtar, motorbåtar och kanotister. Delar av Dalslands kanal är byggnadsminnesförklarade sedan den 8 maj 2013.
Kanalen benämnes även Dalslands blå band.
Tävlingen Dalsland kanotmaraton + genomförs delvis i sjöar, som tillhör kanalsystemet.
Dalslands kanal fick utmärkelsen Årets industriminne 2018.

## Historik

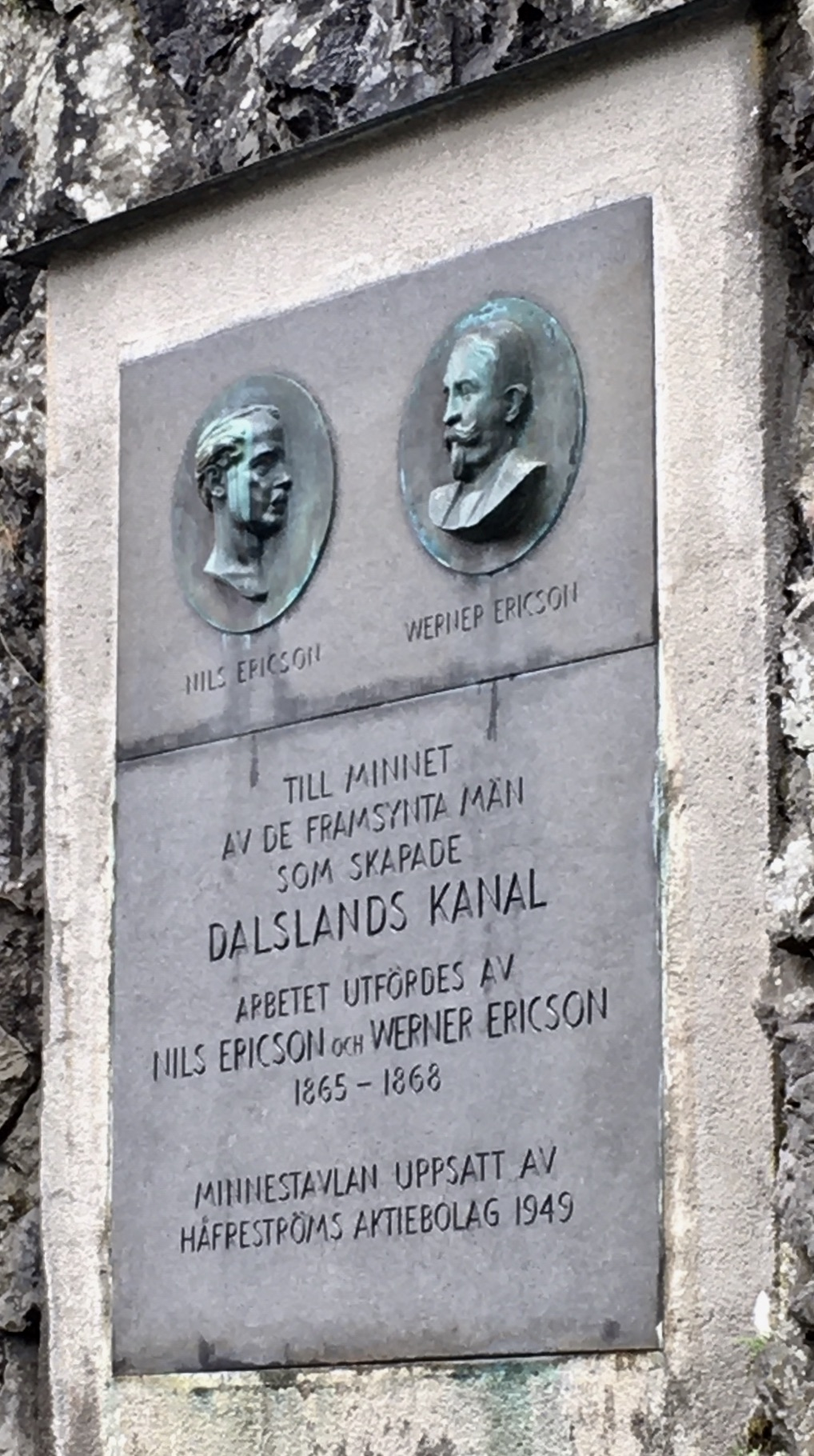
Nils och Werner Ericson, plakett vid Dalslands kanal.

Arbetet med att bygga kanalen med dess 31 slussar och 17 slusstationer leddes av ingenjör Nils Ericson med sonen Werner Ericson som medhjälpare. Han var ansvarig för flera av Sveriges största kanal- och järnvägsbyggen under mitten av 1800-talet. Dalslands Kanal AB bildades 1864 i samband med att projekteringen startade. Akvedukten, slussarna och kanalen är fortfarande i drift och ägs av samma bolag.
Vid Håverud hade industriverksamheter pågått sedan 1600-talet med stångjärnssmedja, papperstillverkning och träsliperi. Forsen mellan sjöarna Åklång och Övre Upperudshöljen gav kraft till produktionen, men omöjliggjorde en reguljär slussanläggning och kanal. Den smala dalgångens bergarter var lösa och strömmen var stark. För att lösa problemet konstruerades en akvedukt i plåt, som kunde föra vattnet och fartygen vidare över forsen. 
Akvedukten leder vattnet över ravinen med en sluss vid Åklångs utlopp och tre slussar vid Övre Upperudshöljen och är ensam i sitt slag i Sverige som en plåtkonstruktion. Inspirationen till den tekniska konstruktionen fick Nils Ericson troligtvis från samtida engelsk ingenjörskonst och kanalteknik. Akvedukten tillverkades 1868 i Stockholm av Bergsunds Mekaniska Verkstad och sammanfogades på land innan den sattes på plats. Akvedukten är en fritt hängande bro, som vilar på två murverk. Den är 33,5 meter lång och plåtarna sammanfogades med 33 000 nitar.
Under 1960- och 70-talen lades de industriella verksamheterna i Håverud ner och numera finns istället butiker, restauranger och utställningshallar i byggnaderna. På 1920-talet byggdes en järnvägsbro över ravinen och år 1937 tillkom en landsvägsbro, vilka tillsammans med akvedukten skapar en bild av olika tiders infrastrukturella lösningar.

## Beskrivning
Dalslands kanal består av ett 240 kilometer långt segelbart sjösystem med omkring 12 kilometer grävd eller sprängd kanal. Kanalen möjliggör båttrafik mellan Vänern och delar av sjösystemet i Dalslands inre och sydvästra Värmland, vidare upp till Östervallskog vid sjön Östen nära gränsen till Norge. Det, som kom att bli Dalslands kanal, var från början Upperudsälven. Kring Upperudsälven växte järnbruk fram under 1600- och 1700-talen och med en expanderande bruksrörelse höjdes krav på kanalisering för att förenkla transporterna för både malmen och det färdiga smidet. I och med bygget av Trollhätte kanal, som invigdes år 1800, hade en vattenförbindelse mellan Vänern och Västerhavet öppnats. Syftet med Dalslands kanal var, att sjövägen kunna frakta industriprodukter från Dalsland till Västerhavet och vidare ut för export. År 1863 tog riksdagen beslut om, att Dalslands kanal skulle byggas, och i september 1868 invigde Karl XV den färdiga kanalen.

## Fakta om Dalslands kanal

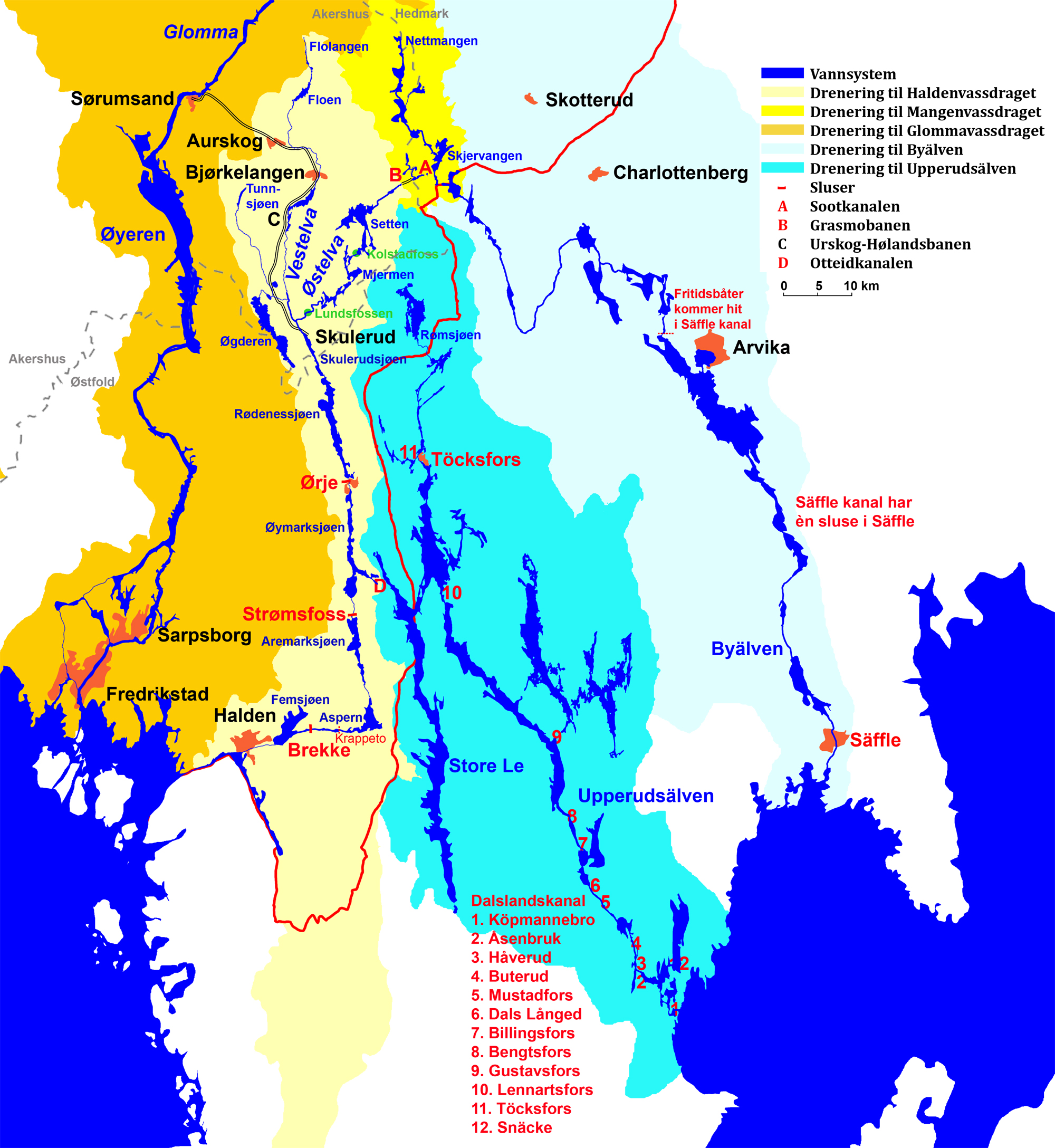
Karta med slussarna i Dalslands kanal.

- Byggdes 1864–1868 under ledning av Nils Ericson och Werner Ericson.
- 17 slusstationer.
- 31 slussar.
- Kanalsystemets längd är 250 kilometer varav cirka 12 kilometer är grävd eller sprängd kanal.
- Systemet sträcker sig från Köpmannebro vid Vänern via de dalsländska sjöarna Råvarpen, Laxsjön, Lelång in i sydvästra Värmland via Foxen, Töck och slutligen Östen och bileden Snäcke kanal.
- Forssträckan mellan Bengtsbrohöljen och Laxsjön kallas Höljerudsforsarna och är ett naturreservat.
- Till kanalsystemet räknas även sjöarna Stora Le samt Västra och Östra Silen. Via båtlift vid Strandviken i Stora Le (vid Nössemark) kan båtar fraktas med lastbil till Halden i Norge för vidare färd ut via Idefjorden och Svinesund till Skagerrak.
- Nivåskillnaden mellan Stora Le och Vänern är 58 meter. Upp till den nordligaste sjön i kanalsystemet, Östen, är det ytterligare tio meters nivåskillnad.
- 17 meters segelfri höjd erbjudes (20 meter längst i söder och mindre norr om Lelången). Det gör att segelbåtar kan användas, till skillnad från många mindre kanaler i Sverige, men man måste beakta att maximalt tillåtet djupgående är endast 1,80 m, max båtlängd 22,75 m och max bredd 4,05 m. Hastighetsbegränsning 3 knop I kanalens konstruerade leder.
- Gästhamnar finns i Upperud, Håverud, Dals Långed, Långbron, Laxsjön, Baldersnäs, Bengtsfors, Nössemark, Lennartsfors, Årjäng, Töcksfors, Östervallskog och Ed.
- Kanalen trafikeras av passagerarfartyg på sommaren.[6]
- Kanalen ägs och drivs av Dalslands kanal AB i Upperud.

## Vidare läsning

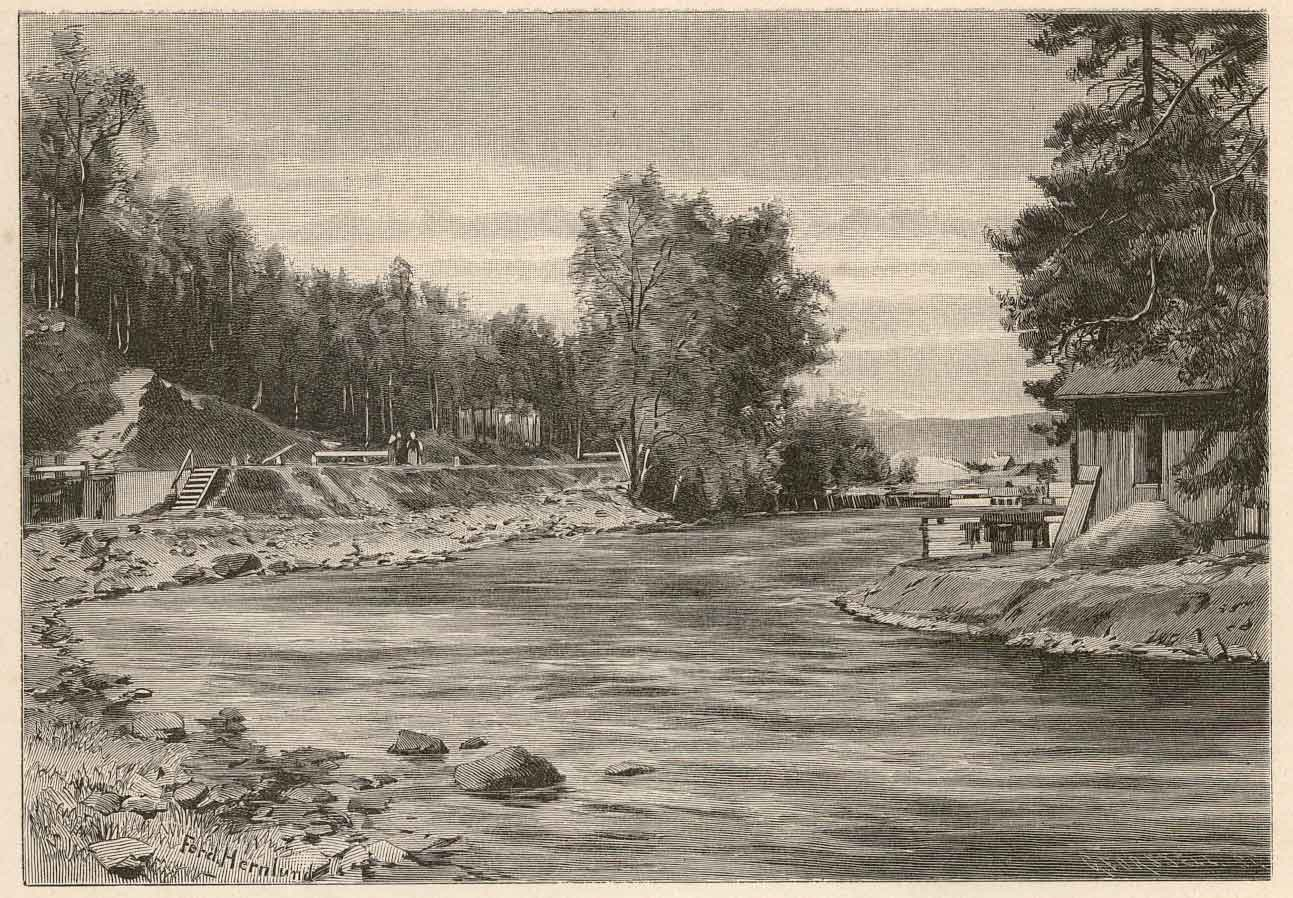
Kanalen vid Dals Långed.
Xylografi från 1888 efter målning av Carl Ferdinand Hernlund.